# Rio Monjolinho
O rio Monjolinho é um rio brasileiro do estado de São Paulo. Tem suas nascentes dentro do município de São Carlos a leste, praticamente na área urbana, mas ainda em área rural numa altitude aproximada de 900 m, margeia a cidade rumo ao norte onde adentra o campus da UFSCar (Universidade Federal de São Carlos), segue depois tomando o sentido sudoeste até a foz do Córrego do Gregório, depois toma sentido oeste seguindo num leito pedregoso de basalto ao município vizinho de Ibaté. Sua foz dá-se no Rio Jacaré Guaçu numa altitude aproximada de 534 m.[carece de fontes?]
Sua extensão é de 43,24 km e a área da sub-bacia compreende 273,77 m² com perímetro de 84,75 km. Possui 40 afluentes, sendo 19 pela margem direita e 21 pela margem esquerda.
Sua importância deve-se à Usina Hidrelétrica Monjolinho, a primeira usina hidrelétrica do Estado de São Paulo, a segunda do Brasil e do hemisfério sul. A usina entrou em operação em 1893 e continua ativa até hoje. No local da usina existe o Museu de Energia.
O Monjolinho é um singular curso d'água, que infelizmente estava muito poluído por todo o esgoto industrial e doméstico da cidade de São Carlos (que possui mais de 230 mil habitantes), que era integralmente despejado no rio.
Atualmente o município de São Carlos possui uma estação de tratamento de esgoto inaugurado em dezembro de 2008, começando assim o processo de despoluição total dessa importante sub-bacia principal. A ETE-Monjolinho, que trata 636 litros de água por segundo, que corresponde 92% do todo esgoto da cidade, A ETE será ampliada em mais um modulo o que possibilitará um aumento de 50% na capacidade do tratamento de esgoto despejado, tornando a cidade capaz de atender uma população projetada de até 350 mil habitantes, prevista para o município em 2031. De acordo com o presidente do SAAE, Sérgio Pepino, quatro projetos de saneamento que preparam a cidade para o futuro, foram cadastrados junto ao Ministério das Cidades, sendo dois deles, aceitos, defendidos e contemplados.